# El Reino Infantil
El Reino Infantil es una productora de series animadas infantiles argentina propiedad de la discográfica Leader Music. Sus producciones son difundidas principalmente en su canal de YouTube, plataforma en la que se originaron. Fue fundado por Roberto Pumar en junio de 2011.
Dicho canal, actualmente es el más visto en español. Anteriormente obtuvo la distinción de ser el canal con más suscriptores en español desde agosto de 2021, tras superar a Badabun, hasta julio de 2025, cuándo fue superado por Alejo Igoa para regresar a la segunda posición.

## Series

### María Elena Walsh
María Elena Walsh fue la primera serie creada por El Reino Infantil, fue lanzada en junio de 2011. Las canciones se basan en historias que fueron elaboradas por la escritora y cantante argentina María Elena Walsh, estas canciones son contadas por un lápiz y violín ya que les gusta mostrar las historias escritas de esa manera fue tanto el éxito de esta serie que en 2011 se estrenó una segunda temporada de esta serie pero a diferencia de su antecesora se destacaron el lápiz y el violín y fueron remplazados por un niño llamado Caricho. Actualmente, todos los videos de la serie tanto los de la primera y la segunda temporada han sido eliminados.

### La Granja de Zenón
La granja de Zenón es la segunda serie creada de El Reino Infantil, fue lanzada el 17 de junio de 2011. La serie trata sobre un gaucho agricultor llamado Zenón, dueño de una granja con animales parlantes y con los que también son sus amigos, algunos de ellos son Bartolito el gallo, La vaca Lola, Pepe el loro, Percherón el caballo, y Beto el lobo. Zenón tiene 3 sobrinos María, Juan y Tito que principalmente vienen para jugar. Zenón y los animales se ven a menudo entrando en situaciones extrañas alrededor de la granja.

### Rondas y clásicos infantiles
Rondas y clásicos infantiles fue la tercera serie creada por El Reino Infantil, fue lanzada el 10 de abril de 2012. La serie trata sobre 2 niños llamados Santi y Viole, y el excéntrico capitán Pipo a medida que van yendo a varias aventuras. Los 3 tienen el poder de asumir el papel de cualquier cosa, por ejemplo, pueden ser marineros, granjeros, brujas, vaqueros, chinos y exploradores.

### Canciones y clásicos infantiles
Canciones y Clásicos infantiles es la cuarta serie creada del El Reino Infantil fue lanzada en junio de 2012. la serie está compuesta sobre un grupo de canciones que no estaban destinadas a ser series
Babies and Kids Song
Babies and Kids Song o traducido al español Canciones Para Bebés y Niños es la quinta serie creada del El Reino Infantil, fue lanzada el 6 de diciembre de 2012. La serie está compuesta por 5 videos animados con versiones instrumentales de algunas canciones de Los Beatles, como Yellow Submarine, All You Need Is Love y Across The Universe, y de Bob Marley, como No Woman No Cry y I Shot The Sheriff. Esta miniserie de 5 videoclips animados, a diferencia de las demás producciones del reino infantil, se destaca por ser orientada a un público más infantil, en este caso a los bebés y a los niños pequeños de edad preescolar de 3 a 6 años así como también al igual que la anterior no está destinada a ser serie como las demás producciones del El Reino Infantil y está es la primera y única producción del El Reino Infantil en no ser lanzada directamente a DVD y los videos fueron subidos al canal oficial de Youtube del Reino Infanti

### Canciones del Zoo
Canciones del Zoo es la sexta serie creada del El Reino Infantil, fue lanzada el 13 de agosto de 2013. La serie tiene lugar en un zoológico donde un veterinario llamado Mario trabajando ahí, y sus 3 hijos Pedro, Mía y Teo que les gusta jugar con todos los animales del zoológico como Chulo el mono, Dante el cocodrilo, Chita la mona, Tufin el zorro, Lulú la pata, Trompita el elefante y Sammy el pingüino.

### Paco el Marinero
Paco el marinero es la séptima serie creada del El Reino Infantil, fue lanzada el 29 de noviembre de 2014. La serie trata sobre Paco, un niño marinero con sus amigos Luli y un pirata, ya que les gusta cantar y jugar en su pequeña isla, también les encanta hacer una aventura en los barcos.

### Michi-guau
Michi-guau fue la octava serie de canciones creadas de El Reino Infantil, fue lanzada el 20 de diciembre de 2014. La misma tiene lugar en una ciudad llamada Michi-Guau que está habitada por perros gatos y ratones antropomórficos.

### La familia Blu
La familia Blu es la novena serie de canciones creadas de El Reino Infantil, fue lanzada en enero de 2015. La serie trata sobre una familia con pelo azul, compuesta por el papá, la mamá, el hermano, la hermana, el bebé y el perro, que les encanta bailar y jugar.

### Bichikids
Bichikids es la diez décima y última serie de canciones creadas de El Reino Infantil, fue lanzada el 26 de diciembre de 2015. La serie trata sobre un grupo de insectos
llamados Be-Be la abeja Ti-Ti la mariposa y To-To la hormiga y muchos más.